# 柯华 (运动员)
柯华（1960年3月—），生于湖北黄石，是一个活跃于20世纪80年代的中华人民共和国皮划艇运动员。在1988年汉城奥运会C-2 500米赛事复活赛中被淘汰，C-2 1000米赛事半决赛中被淘汰。